# August Howaldt

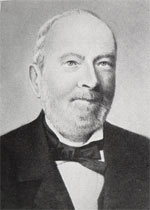
August Howaldt

August Ferdinand Howaldt (Braunschweig, 23 ottobre 1809 – Kiel, 4 agosto 1883) è stato un ingegnere tedesco e costruttore di navi.

## Biografia
Figlio di un fabbro, si trasferì ad Amburgo per perfezionare la sua conoscenza di meccanica.
Nel 1838 si trasferì a Kiel, dove fondò col socio Johann Schweffel la Maschinenbauanstalt Schweffel & Howaldt, società specializzata inizialmente in fabbricazione di macchine agricole.
Nel 1849 l'azienda produsse il primo sommergibile tedesco, il Brandtaucher.
- August Ferdinand Howaldt in: Biographisches Lexikon für Schleswig-Holstein und Lübeck, Vol 12 Neumünster 2006, p. 201 ff. ISBN 3529025607

## Curiosità
- August Howaldt è fratello dello scultore Georg Ferdinand Howaldt.